# Conduit 2
Conduit 2 est un jeu vidéo de tir à la première personne futuriste dont le développeur est High Voltage Software. Le titre est sorti le 19 avril aux États-Unis, le 21 avril 2011 en Europe et en Australie, exclusivement sur Wii. Ce jeu est la suite de The Conduit.

## Accueil et réception
Conduit 2 a reçu un bon accueil de la plupart des médias. Toutefois, quelques-uns, comme GameInformer, ont offert un accueil mitigé :
| Média                      | Note   |
| -------------------------- | ------ |
| IGN                        | 7.5/10 |
| Nintendo Official Magazine | 84 %   |
| GameTrailers               | 7.9/10 |
| Game Informer              | 6/10   |

Le jeu s'est vendu à 25 374 copies en cinq jours aux États-Unis